# IBM 700/7000 시리즈
| IBM 메인프레임의 역사 (1952년~현재) | IBM 메인프레임의 역사 (1952년~현재) |
| 출시 제품                           | 구조                                |
| ----------------------------------- | ----------------------------------- |
| 700/7000 시리즈                     | 다양함                              |
| 시스템/360                          | 시스템/360                          |
| 시스템/370                          | 시스템/370                          |
| 시스템/370                          | S/370-XA                            |
| 시스템/370                          | ESA/370                             |
| 시스템/390                          | ESA/390 (ARCHLVL 1)                 |
| z시리즈 900, 800, 990, 890          | z/아키텍처 (ARCHLVL 2)              |
| 시스템 z9                           | z/아키텍처 (ARCHLVL 2)              |
| 시스템 z10                          | z/아키텍처 ARCHLVL 3                |
| z엔터프라이즈 시스템                | z/아키텍처 ARCHLVL 3                |
| v • d • e • h                       |                                     |

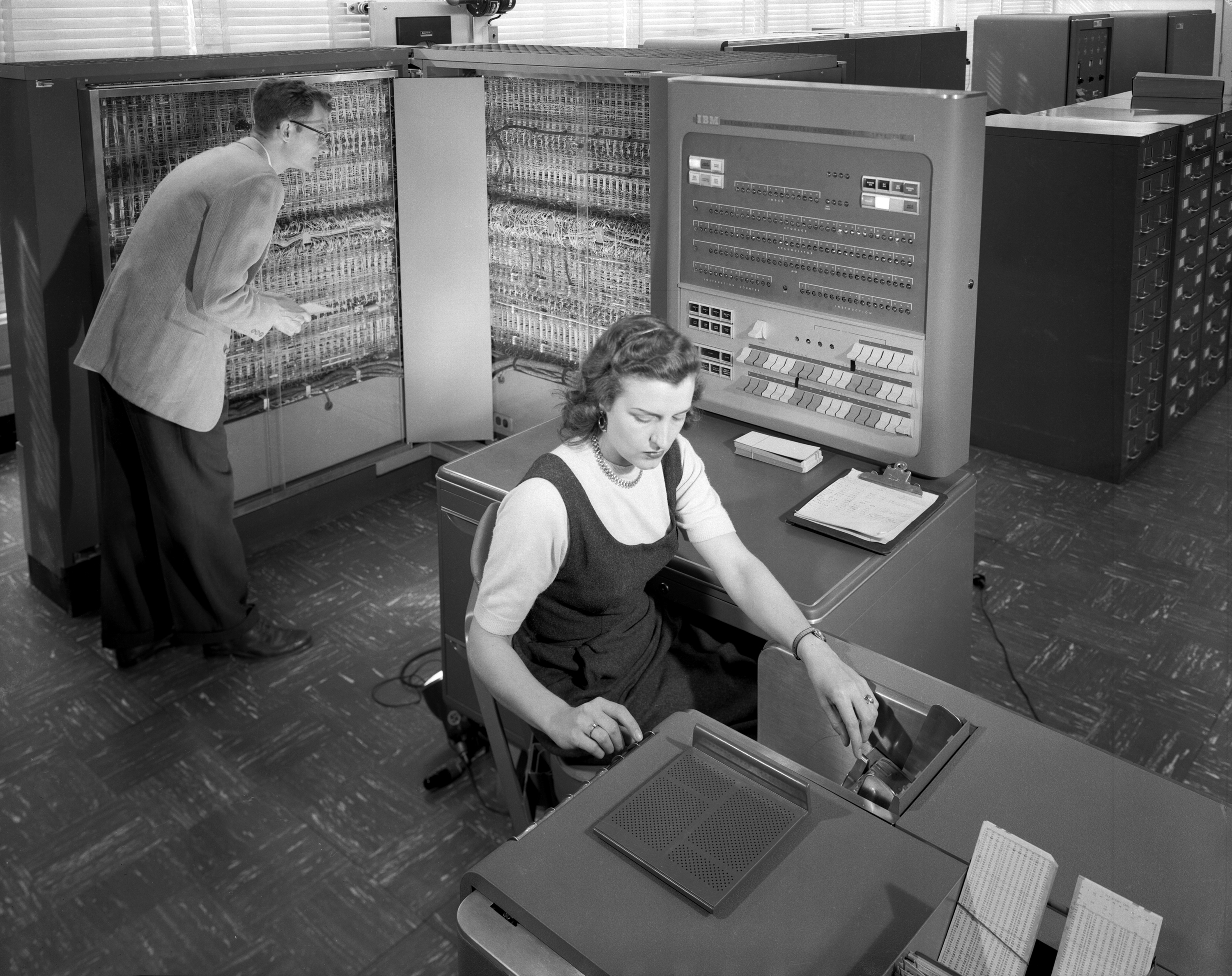
1957년 NACA의 IBM 704 메인프레임.

IBM 700/7000 시리즈는 IBM이 1950년대 및 1960년대 초 동안 개발한 대형(메인프레임) 컴퓨터 시스템의 시리즈이다. 이 시리즈는 각기 다른 여러 비호환 프로세서 아키텍처들을 포함한다. 진공관 로직을 사용하는 700 시리즈는 트랜지스터화된 7000 시리즈가 도입되면서 수그러들었다. 또, 7000 시리즈는 1964년에 발표된 시스템/360으로 최종적으로 대체되었다. 그러나 7000을 대체하기에 충분히 강력한 최초의 360인 360/65는 1965년 11월에 들어서야 이용이 가능하게 되었다. OS/360에 있던 초기 문제점들과 소프트웨어 변환에 들어가는 높은 비용은 수많은 7000 시리즈가 수년 간 더 방치되는 결과를 낳았다.

## 아키텍처
IBM 700/7000 시리즈는 데이터와 명령어를 저장하기 위해 6개의 완전히 다른 방식을 갖추고 있다:
- 최초 (36/18비트 워드): 701 (방어 계산기)
- 과학 (36비트 워드): 704, 709, 7090, 7094, 7040, 7044
- 상업 (가변 길이 문자열): 702, 705, 7080
- 1400 시리즈 (가변 길이 문자열): 7010
- 10진 (10자리 워드): 7070, 7072, 7074
- 슈퍼컴퓨터 (64비트 워드): 7030 "Stretch"

## 과학 아키텍처 (704/709/7090/7094)
IBM의 36비트 과학 아키텍처는 다양한 계산 집중 목적에 사용되었다.
레지스터
프로세서 레지스터는 다음을 이룬다:
- AC  - 38비트 누산기
- MQ – 36비트 MQ(Multiplier-Quotient)
- XR  - 15비트 색인 레지스터 (3 또는 7)
- SI    - 36비트 센스 인디케이터

## 연표
| 연도 | 분류     | 분류     | 분류              | 분류       | 로직       | 메모리      |
| 연도 | 10진     | 상업     | 과학              | 슈퍼컴퓨터 | 로직       | 메모리      |
| ---- | -------- | -------- | ----------------- | ---------- | ---------- | ----------- |
| 1952 |          |          | IBM 701           |            | 진공관     | 윌리엄스관  |
| 1953 |          | IBM 702  |                   |            | 진공관     | 윌리엄스관  |
| 1954 |          | IBM 705  | IBM 704           |            | 진공관     | 코어 메모리 |
| 1958 |          |          | IBM 709           |            | 진공관     | 코어 메모리 |
| 1958 | IBM 7070 |          |                   |            | 트랜지스터 | 코어 메모리 |
| 1959 |          |          | IBM 7090          |            | 트랜지스터 | 코어 메모리 |
| 1960 | IBM 7074 |          |                   |            | 트랜지스터 | 코어 메모리 |
| 1961 | IBM 7072 | IBM 7080 |                   | IBM 7030   | 트랜지스터 | 코어 메모리 |
| 1962 |          | IBM 7010 | IBM 7094          |            | 트랜지스터 | 코어 메모리 |
| 1963 |          |          | IBM 7040 IBM 7044 |            | 트랜지스터 | 코어 메모리 |
| 1964 |          |          | IBM 7094 II       |            | 트랜지스터 | 코어 메모리 |

## 성능
| 모델         | 깁슨 믹스 KIPS | 나이트 인덱스 과학 | TRIDIA 프로그램 (FORTRAN) (단위: 초) |
| ------------ | -------------- | ------------------ | ------------------------------------ |
| IBM 705 m1,2 | 0.50           |                    |                                      |
| IBM 705 m3   | 0.38           |                    |                                      |
| IBM 709      | 21             |                    |                                      |
| IBM 7030     |                | 372                | 15.58                                |
| IBM 7040     |                |                    | 148                                  |
| IBM 7044     | 109            |                    | 74                                   |
| IBM 7090     | 139            |                    | 66                                   |
| IBM 7094     |                | 176                | 31.35                                |
| IBM 7094 II  | 257            | 217                | 16.50                                |